# Баронети Блейк

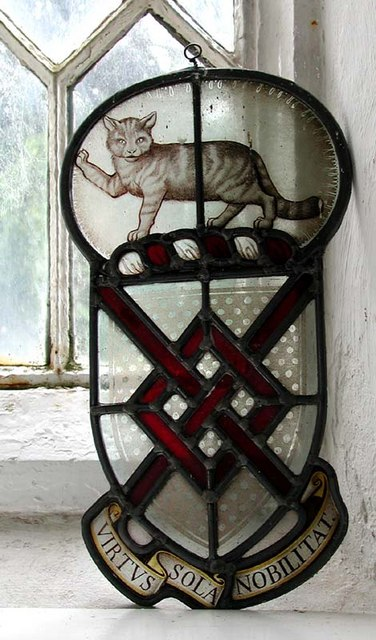
Герб баронетів Блейк з Менлоу в церкві Святої Марії (Менлоу).

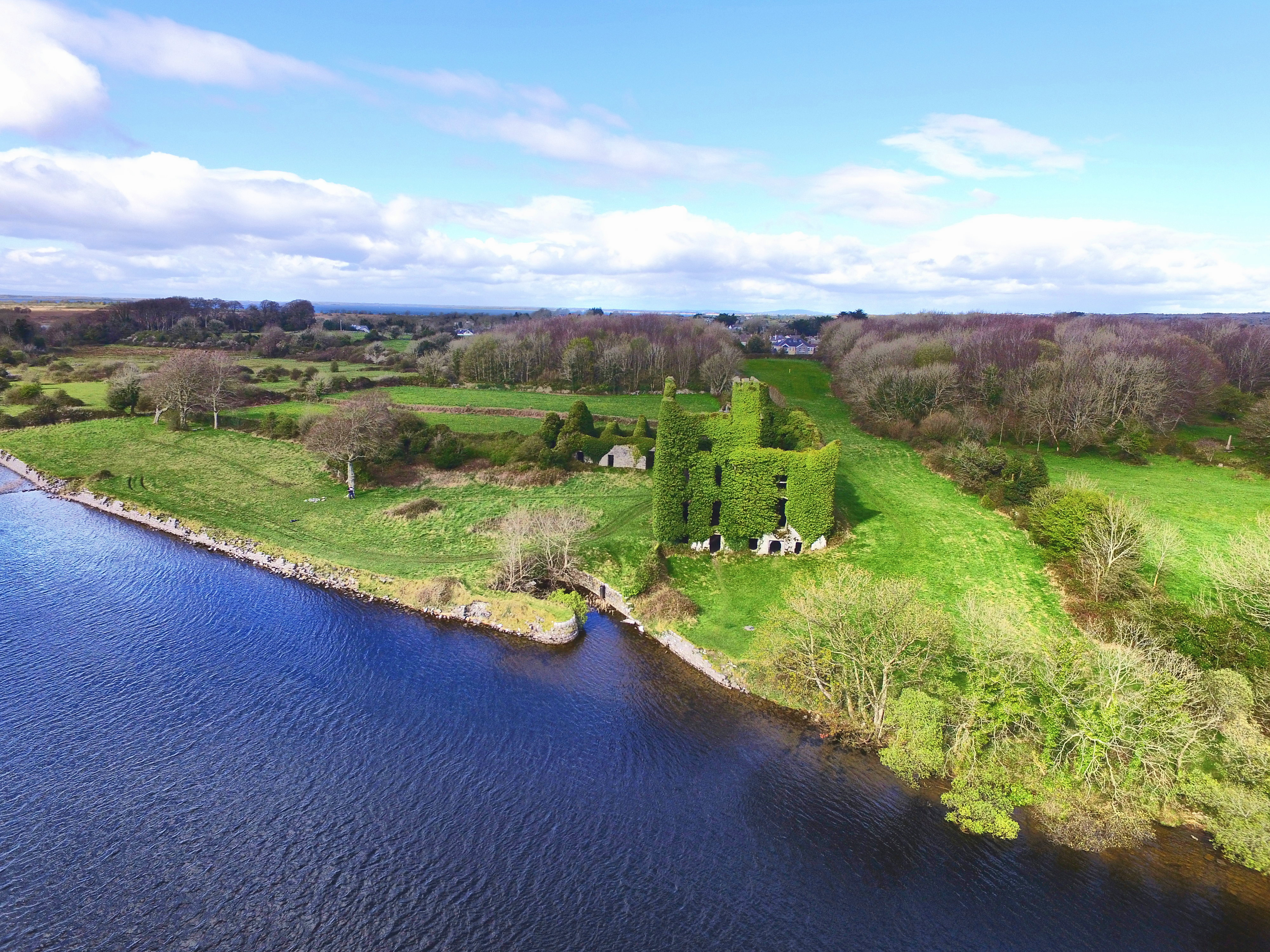
Замок Менлоу.

Баронети Блейк (англ. – Blake baronets) – аристократичний титул та династія в Ірландії. 
Гасло баронетів Блейк: Virtus sola nobilitat – Наша сила відома (лат.).

## Історія баронетів Блейк
Існувало чотири різних баронети Блейк – один рід в Ірландії і три у Великій Британії. Дві рекреації збереглися на 2010 рік. Баронети Блейк у Менлоу в графстві Ґолвей – титул був створений в Ірландії 10 липня 1622 року для Валентайна Блейка - мера міста Ґолвей в 1611 і 1630 роках і депутата Палати громад парламента Ірландії від Ґолвея. Його дід Томас Блейк (помер у 1574 році) передував йому на посаді мера міста Ґолвей. ІІ баронет Блейк був членом ірландського парламенту від міста Ґолвей. ІІІ баронет Блейк представляв у парламенті як графство Ґолвей, так і місто Ґолвей. VI баронет Блейк був депутатом палати громад Ірландії від графства Ґолвей. Він був першим католицьким джентльменом, який приєднався до Вільгельма Оранського – лідера протестантів Британських островів. ХІІ баронет Блейк представляв графство Ґолвей в Британській палаті громад. XIV баронетом Блейк був верховним шерифом графства Ґолвей у 1872 році. 
Баронет Блейк з Ленгхема, що в графстві Саффолк був створений як титул перства Великої Британії 8 жовтня 1772 року для Патріка Блейка, члена парламенту Велекобританії  від Садбері. Титул помер разом зі смертю VI баронета Блейк у 1975 році.
Баронети Блейк із замку Твізелл у графстві Дарем отримали свій титул 25 травня 1774 року. Титул отримав Френсіс Блейка. Він був правнуком Роберта Блейка - мера Ґолвея в 1547 році, братом першого баронета Менлоу. Матір'ю сера Френсіса була Сара - старша дочка сера Френсіса Блейка з Коггеса, Оксфордшир, що одружився з Елізабет (уродженою Карр) із замку Форд, Нортумберленд. Вони придбали замок Твізелл, у Нортумберленді, в 1685 році. Сер Френсіс був далеким родичем баронетів Блейк з Менлоу. Онук першого баронета Блейк – ІІІ баронет Блейк, був членом парламенту Великої Британії від Бервік-апон-Твід. Титул вимер після смерті останнього баронета Блейк у 1860 році.
Баронети Блейк з Тілмута, що в Корнхіллі, графство Нортумберленд отримали свій титул 22 липня 1907 року. Титул отримав Френсіса Блейка – депутат парламенту від Бервік-апон-Твід. Він був сином Френсіса Блейка, що успадкував маєтки Твізелл і Тілмут після смерті свого родича, сера Френсіса Блейка - ІІІ баронета Блейк. Станом на 2010 рік титул має перший онук баронета Блейк – ІІІ баронет Блейк, що успадкував титул від свого батька в 1950 році.

## Баронети Блейк з Менлоу (1622)
- Сер Валентин Блейк - І баронет (помер у 1635 році)
- Сер Томас Блейк – ІІ баронет (помер близько 1640 року)
- Сер Валентин Блейк – ІІІ баронет (помер у 1652 році)
- Сер Томас Блейк – IV баронет (помер близько 1670 року)
- Сер Валентин Блейк, V баронет (помер близько 1672 року)
- Сер Уолтер Блейк - VI баронет (помер у 1748 році)
- Сер Томас Блейк - VII баронет (помер у 1749 році)
- Сер Улік Блейк – VIII баронет (помер у 1766 році)
- Сер Томас Блейк – ІХ баронет (помер у 1787 році)
- Сер Уолтер Блейк – Х баронет (помер у 1802 році)
- Сер Джон Блейк – ХІ баронет (1753 – 1834)
- Сер Валентин Джон Блейк – ХІІ баронет (1780 – 1847)
- Сер Томас Едвард Блейк – ХІІІ баронет (1805 – 1875)
- Сер Валентин Блейк – XIV баронет (1836 – 1912) - володів замком Менлоу. Його позашлюбна дочка Елеонора загинула в пожежі в замку за два роки до його смерті.
- Сер Томас Патрік Улік Джон Харві Блейк - XV баронет (1870 – 1925)
- Сер Улік Темпл Блейк - XVI баронет (1904 – 1963), знайдений мертвим у своїй машині після того, як успадкував замок Менлоу від чотирнадцятого баронета.
- Сер Томас Річард Валентин Блейк - XVII баронет (1942 – 2008), останній із чоловічої лінії ХІ баронета.
- Сер Ентоні Тейло Брюс Блейк - XVIII баронет (1951 – 2014), пра-пра-пра-пра-внук Х баронета через свого 2-го сина Домінка Джозефа Блейка (1754 – 1843).
- Сер Чарльз Валентин Брюс Блейк – ХІХ баронет (1994 року народження).

## Баронети Блейк з Ленґема (1772)
- Сер Патрік Блейк – І баронет (1742 – 1784)
- Сер Патрік Блейк – ІІ баронет (1768 – 1818)
- Сер Джеймс Генрі Блейк – ІІІ баронет (1770 – 1832)
- Сер Генрі Чарльз Блейк - IV баронет (1794 – 1880)
- Сер Патрік Джеймс Грем Блейк -  V баронет (1861 – 1930)
- Сер Катберт Патрік Блейк – VI баронет (1885 – 1975)

## Баронети Блейк із замку Твізелл (1774)
- Сер Френсіс Блейк – І баронет (1709 – 1780)
- Сер Френсіс Блейк – ІІ баронет (1737 – 1818)
- Сер Френсіс Блейк – ІІІ баронет (1774 – 1860)

## Баронети Блейк з Тілмут (1907)
- Сер Френсіс Дуглас Блейк – І баронет (1856 – 1940)
- Сер (Френсіс) Едвард Колкхун Блейк – ІІ баронет (1893 – 1950)
- Сер Френсіс Майкл Блейк – ІІІ баронет (1943 року народження)
- Спадкоємцем титулу Френсіс Джуліан Блейк (1971 року народження), старший син ІІІ баронета.